# Harveypatti
Harveypatti è una suddivisione dell'India, classificata come town panchayat, di 8.135 abitanti, situata nel distretto di Madurai, nello stato federato del Tamil Nadu. In base al numero di abitanti la città rientra nella classe V (da 5.000 a 9.999 persone).

## Geografia fisica
La città è situata a 09° 52' 48 N e 78° 03' 33 E.

## Società

### Evoluzione demografica
Al censimento del 2001 la popolazione di Harveypatti assommava a 8.135 persone, delle quali 4.089 maschi e 4.046 femmine. I bambini di età inferiore o uguale ai sei anni assommavano a 793, dei quali 427 maschi e 366 femmine. Infine, coloro che erano in grado di saper almeno leggere e scrivere erano 6.774, dei quali 3.568 maschi e 3.206 femmine.